# Salamanca (locomotora)
Salamanca es el nombre de la primera locomotora de vapor de éxito comercial, construida en 1812 por Matthew Murray de Holbeck, para el Ferrocarril de Middleton y Leeds. Fue la primera máquina en disponer de dos cilindros, y debe su denominación a un homenaje a la victoria del duque de Wellington sobre las tropas de Napoleón en la batalla de Salamanca, que se libró ese mismo año. 
También fue la primera locomotora en utilizar un sistema de rueda y carril dentados, incorporando el diseño patentado por John Blenkinsop de un sistema de propulsión por cremallera, consistente en un tercer carril dentado situado a la izquierda de la vía estrecha, en el que engranaba una gran rueda dentada accionada por el motor de la locomotora, que contaba con dos cilindros gemelos embebidos en la parte superior de la caldera de combustión central.
Este tipo de máquina se caracterizaba por tener dos cilindros de 8"×20", que impulsaban las ruedas mediante manivelas. Las crucetas de los pistones deslizaban sobre unas guías, en lugar de ser controladas por un enlace de movimiento paralelo como la mayoría de las primeras locomotoras. Estas  máquinas alcanzaron hasta veinte años en servicio.

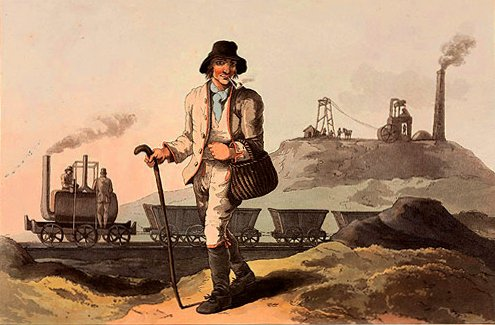
El Carbonero, acuarela de George Walker, 1813

La Salamanca aparece en una acuarela de George Walker, considerada como la primera pintura de una locomotora de vapor. Se construyeron cuatro de estas máquinas. La Salamanca resultó destruida seis años después, cuando explotó su caldera. Según George Stephenson, que presentó pruebas ante un comité del Parlamento, el maquinista había manipulado la válvula de seguridad de la caldera.
Es probablemente la locomotora mencionada en la edición de septiembre de 1814 de los Anales de Filosofía de la Royal Society, en los que se señala que:

"Hace algún tiempo, se montó una máquina de vapor sobre ruedas en Leeds, y se hizo que se moviera a lo largo de un camino de ferrocarril por medio de una rueda de cremallera, arrastrando una serie de carros cargados de carbón".

El artículo continúa mencionando una locomotora de cremallera localizada a una milla al norte de Newcastle (la Blücher en Killingworth) y una segunda locomotora sin rueda dentada (probablemente la Puffing Billy en Wylam).